# Eccellenza Abruzzo 2022-2023
Il campionato italiano di calcio di Eccellenza regionale 2022-2023 è il trentaduesimo organizzato in Italia. Rappresenta il quinto livello del calcio italiano.

## Stagione
Nessun ripescaggio tra le retrocesse e la perdente dei play-off. Montorio, Virtus Cupello e Penne restano in Promozione.

### Regolamento
La prima classificata accede direttamente alla Serie D, mentre si effettuano i play-off per le quattro classificate tra il secondo e il quinto posto che determina la squadra che accede ai play-off nazionali. Per quanto riguarda le retrocessioni, le squadre vanno da un minimo di tre, di cui le ultime due classificate direttamente e una ai play-out, a un massimo di sei; dipende dalle retrocessioni in Eccellenza Abruzzo dalla Serie D. I play-off e i play-out si disputano in gara unica in casa della migliore classificata che è considerata vincente in caso di vittoria o pareggio dopo i supplementari. Infine, gli spareggi non avranno luogo se il distacco tra le contendenti è uguale o superiore a otto punti.

## Squadre partecipanti
| Club                            | Città (provincia)                      | Stadio                                    | Stagione precedente                  |
| ------------------------------- | -------------------------------------- | ----------------------------------------- | ------------------------------------ |
| A.S.D. 2000 Calcio Montesilvano | Montesilvano (PE)                      | Stadio Galileo Speziale                   | 7ª in Eccellenza Abruzzo             |
| A.S.D. Alba Adriatica           | Alba Adriatica (TE)                    | Stadio Luca Vallese                       | 10ª in Eccellenza Abruzzo            |
| A.S.D. Capistrello              | Capistrello (AQ)                       | Stadio Comunale                           | 5ª in Eccellenza Abruzzo             |
| Castelnuovo Vomano              | Castelnuovo Vomano di Castellalto (TE) | Stadio Comunale                           | 15ª in Serie D/F, retrocessa         |
| A.S.D. Giulianova               | Giulianova (TE)                        | Stadio Rubens Fadini                      | 2ª in Eccellenza Abruzzo             |
| Il Delfino Curi Pescara         | Pescara                                | Campo San Marco                           | 8ª in Eccellenza Abruzzo             |
| L'Aquila 1927                   | L'Aquila                               | Stadio Gran Sasso d'Italia-Italo Acconcia | 3ª in Eccellenza Abruzzo             |
| A.S.D. Lanciano Calcio 1920     | Lanciano (CH)                          | Stadio Giuseppe di Vittorio (Scerni)      | 6ª in Eccellenza Abruzzo             |
| Nereto 1914                     | Nereto (TE)                            | Stadio comunale                           | 17ª in Serie D/F, retrocessa         |
| S.S.D. Ortona Calcio            | Ortona (CH)                            | Stadio comunale                           | 2ª in Promozione Abruzzo/C, promosso |
| Ovidiana Sulmona                | Sulmona (AQ)                           | Stadio Francesco Pallozzi                 | 1ª in Promozione Abruzzo/A, promosso |
| A.S.D. Pontevomano Calcio       | Villa Vomano di Teramo (TE)            | Stadio Comunale                           | 11ª in Eccellenza Abruzzo            |
| Renato Curi Angolana            | Città Sant'Angelo (PE)                 | Stadio Leonardo Petruzzi                  | 12ª in Eccellenza Abruzzo            |
| A.S.D. Sambuceto Calcio         | San Giovanni Teatino (CH)              | Stadio Cittadella dello Sport             | 9ª in Eccellenza Abruzzo             |
| Santegidiese 1948 S.S.D.        | Sant'Egidio alla Vibrata (TE)          | Stadio Comunale                           | 1ª in Promozione Abruzzo/B, promosso |
| A.S.D. Spoltore Calcio          | Spoltore (PE)                          | Stadio Comunale Adriano Caprarese         | 14ª in Eccellenza Abruzzo            |
| Pol. D. Torrese                 | Villa Torre di Castellalto (TE)        | Stadio Comunale                           | 4ª in Eccellenza Abruzzo             |
| A.S.D. Union Fossacesia         | Fossacesia (CH)                        | Stadio Tommaso Veri (San Vito Chietino)   | 1ª in Promozione Abruzzo/C, promosso |

## Classifica
|  | Pos. | Squadra                  | Pt | G  | V  | N  | P  | GF | GS | DR  |
|  | ---- | ------------------------ | -- | -- | -- | -- | -- | -- | -- | --- |
|  | 1.   | L'Aquila                 | 84 | 34 | 26 | 6  | 2  | 73 | 16 | 57  |
|  | 2.   | Giulianova               | 74 | 34 | 22 | 8  | 4  | 58 | 26 | 32  |
|  | 3.   | R.C. Angolana            | 57 | 34 | 16 | 9  | 9  | 55 | 35 | 20  |
|  | 4.   | Torrese                  | 57 | 34 | 16 | 9  | 9  | 50 | 33 | 17  |
|  | 5.   | Sulmona                  | 56 | 34 | 16 | 8  | 10 | 56 | 52 | 4   |
|  | 6.   | Pontevomano              | 55 | 34 | 14 | 13 | 7  | 45 | 24 | 21  |
|  | 7.   | Il Delfino Curi Pescara  | 50 | 34 | 13 | 11 | 10 | 64 | 45 | 19  |
|  | 8.   | Sambuceto                | 49 | 34 | 13 | 10 | 11 | 54 | 40 | 14  |
|  | 9.   | Union Fossacesia         | 48 | 34 | 13 | 9  | 12 | 35 | 37 | -2  |
|  | 10.  | Capistrello              | 47 | 34 | 11 | 14 | 9  | 49 | 39 | 10  |
|  | 11.  | Spoltore                 | 44 | 34 | 12 | 8  | 14 | 38 | 44 | -6  |
|  | 12.  | 2000 Calcio Montesilvano | 42 | 34 | 9  | 15 | 10 | 44 | 50 | -6  |
|  | 13.  | Alba Adriatica           | 40 | 34 | 11 | 7  | 16 | 39 | 61 | -22 |
|  | 14.  | Castelnuovo Vomano       | 38 | 34 | 9  | 8  | 16 | 32 | 43 | -11 |
|  | 15.  | Ortona                   | 35 | 34 | 10 | 5  | 19 | 38 | 57 | -19 |
|  | 16.  | Santegidiese             | 34 | 34 | 7  | 13 | 14 | 36 | 46 | -10 |
|  | 17.  | Lanciano 1920            | 19 | 34 | 4  | 7  | 23 | 31 | 84 | -53 |
|  | 18.  | Nereto                   | 6  | 34 | 0  | 6  | 28 | 19 | 85 | -66 |

Legenda:
       Promossa in Serie D 2023-2024.
      Ammessa ai play-off nazionali.
  Partecipa ai play-off o ai play-out.
       Retrocessa in Promozione 2023-2024.
Regolamento:
Tre punti a vittoria, uno a pareggio, zero a sconfitta.
La classifica avulsa tiene conto di:
- punti.
- punti negli scontri diretti.
- differenza reti negli scontri diretti.
- differenza reti generale.
- reti realizzate.
- sorteggio.

## Risultati

### Tabellone
|                    | Alb  | Cap  | Cas  | Giu  | Del  | LAq  | Lan  | Mon  | Ner  | Ort  | Sul  | Pon  | RCA  | Sam  | San  | Spo  | Tor  | UnF  |
| ------------------ | ---- | ---- | ---- | ---- | ---- | ---- | ---- | ---- | ---- | ---- | ---- | ---- | ---- | ---- | ---- | ---- | ---- | ---- |
| Alba Adriatica     | –––– | 0-1  | 1-1  | 3-3  | 1-0  | 0-1  | 3-0  | 0-0  | 2-1  | 1-0  | 3-2  | 1-1  | 0-1  | 2-4  | 0-0  | 0-0  | 1-2  | 4-1  |
| Capistrello        | 2-0  | –––– | 2-0  | 3-1  | 1-2  | 2-3  | 2-1  | 0-0  | 4-2  | 0-0  | 1-2  | 2-2  | 1-1  | 1-2  | 1-0  | 2-0  | 0-0  | 0-0  |
| Castelnuovo Vomano | 1-0  | 2-0  | –––– | 1-2  | 0-3  | 0-3  | 2-0  | 1-1  | 3-1  | 2-0  | 3-0  | 0-0  | 0-1  | 1-2  | 0-0  | 1-0  | 1-1  | 1-1  |
| Giulianova         | 6-1  | 2-0  | 2-0  | –––– | 2-1  | 1-0  | 1-1  | 3-1  | 2-0  | 4-2  | 0-1  | 1-0  | 3-1  | 0-0  | 2-2  | 2-0  | 2-0  | 0-2  |
| Il Delfino Curi    | 7-0  | 4-2  | 3-2  | 1-2  | –––– | 1-2  | 4-2  | 2-3  | 7-1  | 0-1  | 1-2  | 1-0  | 1-0  | 2-3  | 0-3  | 1-1  | 2-1  | 0-0  |
| L’Aquila           | 2-0  | 2-0  | 1-0  | 0-0  | 1-1  | –––– | 2-0  | 6-0  | 3-1  | 2-0  | 5-1  | 3-3  | 1-0  | 1-1  | 3-1  | 2-0  | 1-1  | 4-0  |
| Lanciano           | 3-1  | 2-4  | 3-2  | 0-0  | 2-6  | 0-3  | –––– | 0-2  | 1-1  | 1-3  | 0-3  | 1-1  | 1-5  | 1-3  | 2-0  | 0-1  | 0-0  | 0-2  |
| Montesilvano       | 5-0  | 1-1  | 5-1  | 2-1  | 2-2  | 0-2  | 2-2  | –––– | 1-0  | 2-0  | 1-2  | 1-4  | 2-2  | 0-2  | 1-1  | 3-3  | 0-4  | 1-1  |
| Nereto             | 0-1  | 0-5  | 1-2  | 0-3  | 1-2  | 0-1  | 1-2  | 0-3  | –––– | 2-3  | 1-2  | 1-3  | 0-0  | 1-3  | 0-1  | 0-0  | 1-1  | 0-4  |
| Ortona Calcio      | 1-4  | 0-4  | 2-1  | 1-3  | 1-1  | 0-3  | 6-0  | 0-0  | 4-0  | –––– | 1-1  | 2-1  | 2-4  | 0-1  | 0-1  | 0-2  | 1-0  | 0-2  |
| Ovidiana Sulmona   | 1-2  | 1-1  | 2-0  | 1-1  | 1-1  | 0-5  | 2-0  | 4-0  | 3-1  | 2-1  | –––– | 1-0  | 4-2  | 2-2  | 0-0  | 5-2  | 2-3  | 0-0  |
| Pontevomano        | 0-0  | 2-2  | 2-0  | 0-0  | 2-0  | 0-0  | 3-2  | 0-0  | 5-0  | 0-1  | 2-0  | –––– | 1-1  | 1-0  | 1-0  | 2-0  | 1-2  | 3-0  |
| R.C. Angolana      | 3-1  | 1-1  | 0-1  | 0-1  | 2-2  | 0-1  | 4-1  | 0-0  | 2-1  | 2-1  | 4-1  | 2-0  | –––– | 2-0  | 1-1  | 1-2  | 2-3  | 1-0  |
| Sambuceto          | 4-0  | 1-1  | 0-1  | 0-1  | 1-1  | 0-1  | 6-1  | 2-2  | 0-0  | 4-0  | 3-4  | 1-2  | 1-1  | –––– | 2-1  | 0-1  | 2-4  | 1-0  |
| Santegidiese       | 2-3  | 1-1  | 1-1  | 0-1  | 0-0  | 0-3  | 4-1  | 2-2  | 0-0  | 2-2  | 1-1  | 0-3  | 0-3  | 2-1  | –––– | 3-1  | 0-1  | 0-2  |
| Spoltore           | 2-0  | 0-0  | 1-1  | 1-3  | 1-4  | 1-2  | 4-0  | 1-0  | 4-0  | 0-2  | 1-0  | 1-0  | 0-1  | 2-2  | 3-2  | –––– | 1-1  | 1-0  |
| Torrese            | 3-2  | 2-1  | 1-0  | 0-1  | 2-2  | 2-1  | 0-0  | 1-0  | 4-0  | 3-0  | 1-2  | 0-0  | 1-2  | 2-0  | 1-3  | 3-1  | –––– | 3-0  |
| Union Fossacesia   | 1-2  | 1-1  | 1-0  | 1-2  | 0-0  | 0-3  | 2-1  | 0-1  | 4-1  | 2-1  | 3-1  | 0-0  | 0-3  | 0-0  | 2-1  | 1-0  | 2-1  | –––– |

## Spareggi

### Play-off
I play-off non si sono disputati per il distacco di oltre otto punti del Giulianova rispetto alla R.C. Angolana; di conseguenza il Giulianova accede direttamente ai play-off nazionali.

### Play-out

#### Semifinali
|                    | Risultati |              | Luogo e data                       |
| ------------------ | --------- | ------------ | ---------------------------------- |
| Alba Adriatica     | 0-1       | Santegidiese | Alba Adriatica, 30 aprile 2023     |
| Castelnuovo Vomano | 2-1       | Ortona       | Castelnuovo Vomano, 30 aprile 2023 |
|                    |           |              |                                    |

#### Finali
|                    | Risultati |              | Luogo e data                      |
| ------------------ | --------- | ------------ | --------------------------------- |
| Castelnuovo Vomano | 1-2       | Santegidiese | Castelnuovo Vomano, 7 maggio 2023 |
| Alba Adriatica     | 1-0       | Ortona       | Alba Adriatica, 7 maggio 2023     |
|                    |           |              |                                   |